# Elizabeth Lail
Elizabeth Dean Lail (Texas, 25 de março de 1992) é uma atriz norte-americana. Ficou mais conhecida em 2014 ao interpretar a Princesa Anna na série Once Upon a Time, além de ter , co-protagonizou a série de suspense psicológico You, no papel de Guinevere Beck. Também atuou como Vanessa Shelly no filme de terror Five Nights at Freddy’s - O pesadelo sem fim.

## Biografia
Elizabeth Dean Lail nasceu em Williamson County, Texas. Seus pais são Dean Lail e Kay Surratt. Ela tem uma irmã, Kathryn. Mudou-se com sua família para Asheboro, Carolina do Norte ainda na infância.
Após terminar o ensino médio na Asheboro High School, Elizabeth começou a estudar interpretação em 2010 na University of North Carolina School of the Arts, se formando em maio de 2014.
Atualmente mora em Nova Iorque.

## Carreira
Ela já trabalhou em produções cinematográficas estudantis, tais como Model Airplane e Without. Após sua formatura na universidade, Lail mudou-se para Nova Iorque. Foi quando ela fez uma audição para Once Upon a Time e foi escalada como Princesa Anna, irmã mais nova da Rainha Elsa de Arendelle.
Foi escalada como protagonista da nova série da Netflix, YOU, adaptada do livro de mesmo nome da autora Caroline Kepnes. Com a sua estreia em 2018, ela recebeu uma indicação de Best Actress in Streaming Presentation no 45º Saturn Awards. Lail reprisou seu papel de Beck em participações especiais na segunda e quarta temporada de YOU. Lail também desempenhou o papel principal no filme de terror de 2019, Countdown.
Em março de 2021, Lail se juntou ao elenco da série de drama adolescente da HBO Max, Gossip Girl, no papel recorrente de Lola Morgan. No mesmo mês, foi revelado que Lail havia se juntado ao elenco da série dramática da NBC, Ordinary Joe. Em 2023, deu vida a policial Vanessa, no filme de terror e suspense Five Nights at Freddy's.

## Vida pessoal
Em abril de 2021, Lail casou-se com o dentista Nieku Manshadi.

## Filmografia

### Filmes
| Ano  | Título                  | Papel           | Notas           |
| ---- | ----------------------- | --------------- | --------------- |
| 2011 | Model Airplane          | Anna            | Curta-metragem  |
| 2014 | Without                 | Emily           | Curta-metragem  |
| 2018 | Unintended              | Lea             | [ 8 ]           |
| 2019 | Countdown               | Quinn Harris    |                 |
| 2022 | Mack & Rita             | Mack            |                 |
| 2023 | Gonzo Girl              | Devaney Peltier |                 |
| 2023 | Five Nights at Freddy's | Vanessa Shelly  | Co-protagonista |

### Televisão
| Ano       | Título           | Papel          | Notas                                                               |
| --------- | ---------------- | -------------- | ------------------------------------------------------------------- |
| 2014      | Once Upon a Time | Anna           | Papel recorrente; 10 episodes                                       |
| 2016      | Dead of Summer   | Amy Hughes     | Papel principal                                                     |
| 2017      | The Blacklist    | Natalie Luca   | Episódio: "Natalie Luca"                                            |
| 2018      | The Good Fight   | Emily Chapin   | Episode: "Day 478"                                                  |
| 2018–2025 | You              | Guinevere Beck | Papel principal (1ª temporada) Participação (2ª, 4ª e 5ª temporada) |
| 2021      | Gossip Girl      | Lola           | Papel recorrente (1ª temporada)                                     |
| 2021–2022 | Ordinary Joe     | Jenny Banks    | Papel principal                                                     |
| 2022      | Robot Chicken    | Anna           | Voz, episódio: "May Cause Internal Diarrhea"                        |